# Palacio de Shervashidze
El palacio de Shervashidze (en georgiano: შარვაშიძეების სასახლე; en abjasio: Шервашиӡераа раҳҭынра) es una construcción palaciega construida en la costa caucásica del Mar Negro, localizada actualmente cerca del pueblo de Lyjny (de iure parte de Georgia aunque de facto de la autoproclamada República de Abjasia). 

## Situación
El palacio está ubicado en la orilla del campo Lyjnashta (la gran plaza sagrada de Lyjny), cerca de la iglesia de Lyjny. Inicialmente, el palacio era de dos plantas y estaba construido con diferentes materiales (piedra caliza, arenisca, ladrillo, etc.), conservándose varias capas de construcción. Además, las secciones más antiguas (que datan de los siglos XVI-XVII) están construidos con losas de piedra caliza. En el siglo XIX el palacio fue reconstruido y ampliado significativamente. El edificio existente es un remanente de un edificio de dos pisos construido de piedra caliza, arenisca, ladrillo y otros materiales.

## Historia
El palacio de Shervashidze fue construido en los siglo XVI o XVII, y reconstruido en el siglo XIX. El palacio funcionaba como residencia de verano para los príncipes Shervashidze, gobernantes de Abjasia. 
El edificio se encuentra en las afueras de Lyjnashta (la gran plaza sagrada de Lyjny) y hoy está en ruinas porque está cerca de donde estalló una insurrección contra el gobierno ruso en julio de 1866. donde una insurrección contra el gobierno ruso estalló en julio de 1866. La rebelión fue sofocada por el general Dimitri Sviatopolk-Mirsky, gobernador de Kutais, y el palacio de Shervashidze fue incendiado en agosto de 1866 y del edificio sólo quedaron los muros.
Georgia ha inscrito el palacio de Shervashidze en su lista de patrimonio cultural, pero no ejerce ningún control sobre el territorio y se desconoce el estado actual de conservación del monumento.

## Galería

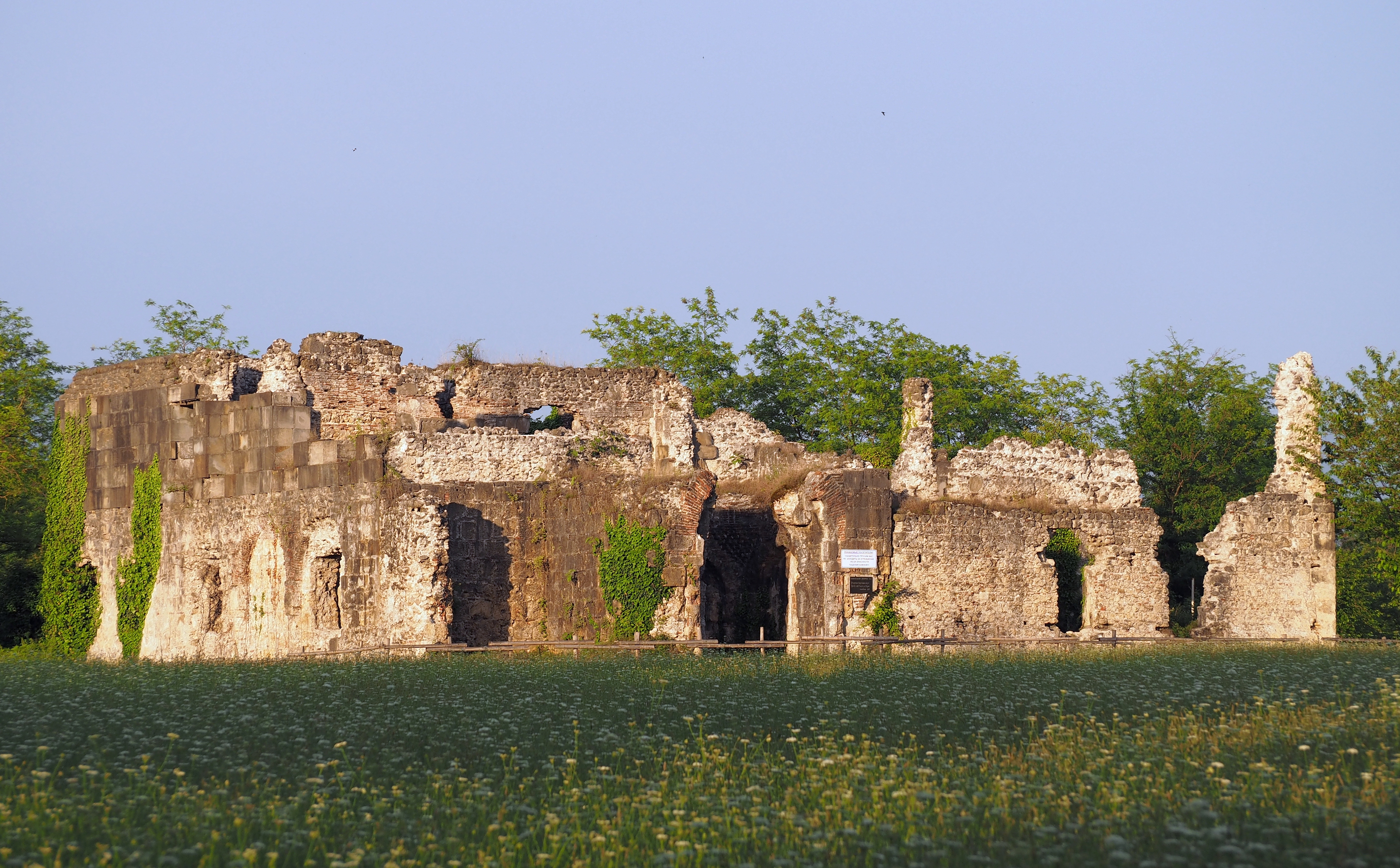
Visión externa del Palacio del Shevashidze
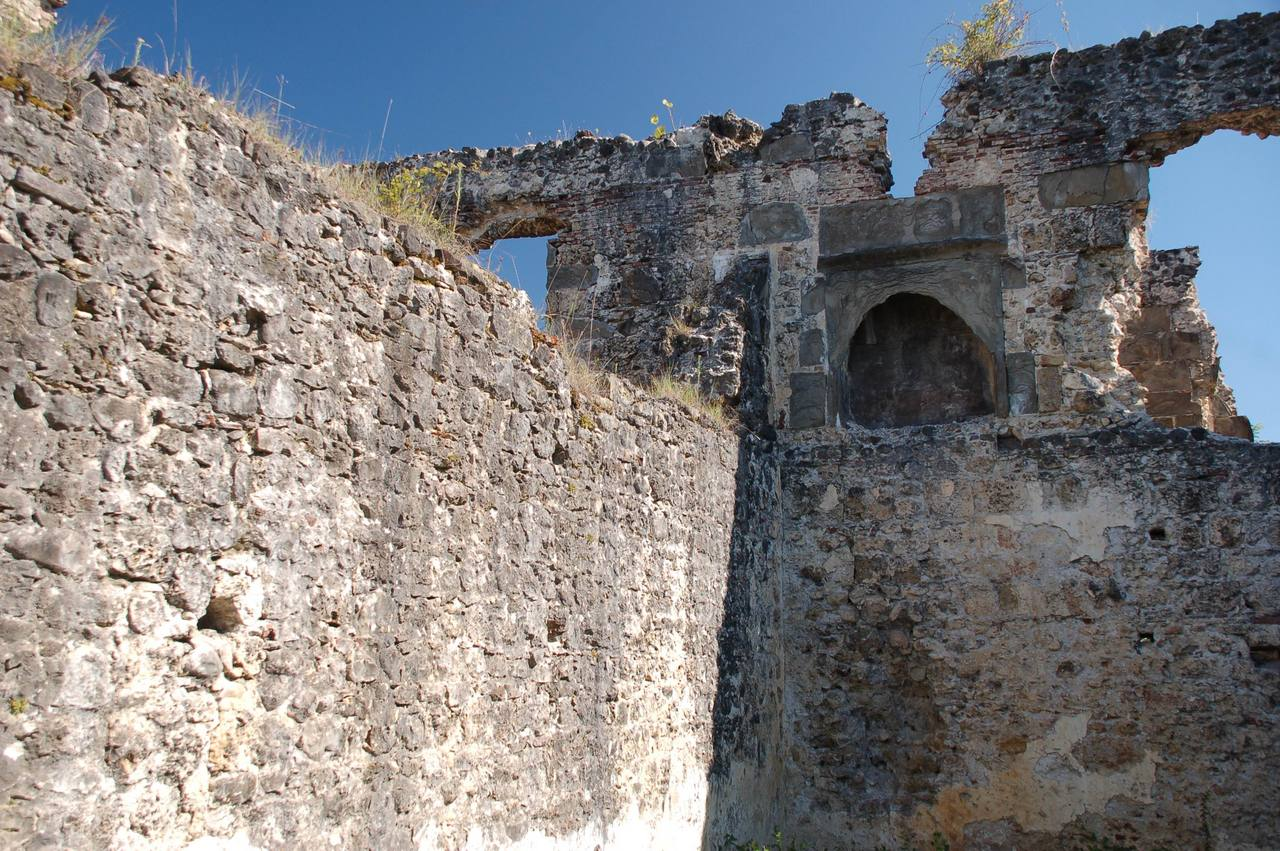
Interior de las ruinas del palacio